# Praia Formosa (Funchal)
Praia Formosa à direita.
A Praia Formosa é uma praia situada na freguesia de São Martinho, no Funchal, na ilha da Madeira.
Constitui-se na maior zona balnear da ilha, subdividindo-se em três pequenas praias de areia preta - Formosa, Nova e Namorados - e uma de calhau rolado - Areeiro.
É servida por três postos médicos e dispunha de um parque infantil para crianças dos 2 aos 12 anos, estacionamento, casas de banho, balneários, bares e diversas infra-estruturas para a prática de desportos.
Tem bandeira azul e a segurança está a cargo de uma equipa de nadadores-salvadores.